# Камень на обочине (фильм, 1964)
«Камень на обочине» (яп. 路傍の石, робо:-но иси; англ. The Wayside Pebble) — японский чёрно-белый фильм-драма режиссёра Миёдзи Иэки, вышедший на экран в 1964 году. Экранизация популярного одноимённого романа писателя Юдзо Ямамото, рассказывающего трогательную историю подростка, мечтающего получить образование и страдающего от тирании отца и покорной матери.

## Сюжет
Весна 1903 года (36-й год Мэйдзи). Небольшой провинциальный городок. Подросток Гоити Аикава кончает начальную школу с отличием. Он мечтает продолжить обучение в средней школе, но их семья бедна и нет денег на его образование. Орэн, мать Гоити, шьёт на дому, но её заработка еле-еле хватает чтобы свести концы с концами. Она слабая, покорная жена и не может противостоять своему гуляке-супругу. Отец — нигде не работающий сумасброд и мот, который и дома то появляется крайне изредка, а появившись, силой забирает еле скопленные на обучение небольшие деньги. Оказавшись в отчаянном положении, погрязшая в долгах перед своим работодателем, торговцем кимоно Исэя, мать решается отдать сына в услужение к этому лавочнику. Здесь Гоити подвергался унижениям и оскорблениям от старших клерков, но всё же пытался тайком заниматься самообразованием. Кину, дочка хозяина магазина помогала ему с изучением английского языка. От своего бывшего учителя из начальной школы и бывших одноклассников Кё и Сакудзи он тоже получает поддержку, правда только моральную. Ему и видеться то с ними не разрешают, а только заставляют работать с раннего утра до позднего вечера. Жестокий хозяин магазина не разрешил Гоити даже посетить похороны лучшего друга Сокудзи, умершего от истощения и переутомления. По мере того как удары судьбы и страдания мальчика возрастают, он начинает искать выход из своей мрачной ситуации. Гоити сбегает из магазина и всё же приходит на похороны друга, а затем, предупредив мать, уезжает в Токио.

## В ролях
- Сюити Икэда — Гоити Аикава
- Тикагэ Авасима — Орэн, мать Гоити
- Кацуо Накамура — Цугино, учитель
- Кэй Сато — Сого
- Морио Кадзама — Кёдзо / Кё-тян
- Мамору Ёсида — Сакудзи
- Хадзимэ Эдзава — Акутаро, сын хозяина магазина
- Нобуко Хагивара — Кину, дочь хозяина магазина
- Гиити Суги — Кихэй
- Масао Ода — Тадасукэ
- Дзюнкити Оримото — Дзюнкити
- Ясайдзи Этидзан — Ёси, клерк в магазине
- Нидзико Киёкава — Отоки
- Мидори Ямамото — мать Сакудзи

## Премьеры
- — национальная премьера фильма состоялась 10 апреля 1964 года[1].

## Другие экранизации этого произведения
- 1938 — «Камень на обочине» / Robo no ishi, режиссёр Томотака Тадзака
- 1955 — «Камень на обочине» / Robo no ishi, режиссёр Кэнкити Хара
- 1960 — «Камень на обочине» / Robo no ishi, режиссёр Сэйдзи Хисамацу